# Marcepania princesa
Marcepania princesa – gatunek chrząszcza z rodziny kusakowatych i podrodziny balinków.

## Taksonomia
Gatunek ten opisany został po raz pierwszy w 2019 roku przez Pawła Jałoszyńskiego na łamach „Zootaxa”. Jako lokalizację typową wskazano południowo-zachodnie okolice Maratarpi na terenie Puerto Princesa w filipińskiej prowincji Palawan. Epitet gatunkowy nadano od nazwy lokalizacji, jak i od wafelków Princessa, co stanowi nawiązanie do pochodzącej od marcepanu nazwy rodzajowej.

## Morfologia
Chrząszcz o ciele długości około 0,8 mm, wydłużonym i wąskim, przypłaszczonym grzbietobrzusznie. Oskórek jest brązowy, porośnięty żółtawymi szczecinkami.
Głowa ma ciemię i międzyoczną część czoła niemal niepunktowane, a boki czoła punktowane gęsto, drobno i niewyraźnie. U samca oczy są duże, silnie wypukłe, nerkowate, zbudowane z grubych fasetek. Krótkie czułki mają silnie wydłużone trzonek i nóżkę, a człon ostatni nieznacznie dłuższy niż szerszy i na szczycie szeroko, równomiernie zaokrąglony.
Niemal półowalne, najszersze w tuż przed środkiem przedplecze ma drobne, płytkie i niewyraźne punkty. Boczne jego brzegi są na całej długości słabo i niemal równomiernie zaokrąglone, kąty tylne natomiast prawie proste, a tylny brzeg lekko łukowaty. Owalne, na szczytach osobno szeroko zaokrąglone pokrywy największą szerokość osiągają w okolicy przedniej ćwiartki, punktowanie mają płytkie, słabo widoczne, ale wyraźniejsze niż na przedpleczu, coraz drobniejsze i płytsze ku tyłowi. Odnóża są krótkie i grube.
Osiągający 0,125 mm długości, pociągły edeagus ma smukłe, zwieńczone pojedynczą szczecinką paramery wykraczające poza szczyt płata środkowego, który to w widoku brzusznym jest gruszkowaty i szeroko, słabo na szczycie zaokrąglony. W endofallusie występuje para przedwierzchołkowo umieszczonych podłużnych sklerytów środkowych.

## Rozprzestrzenienie
Owad orientalny, endemiczny dla Palawanu.